# Messier 61
Messier 61 (NGC 4303) é uma galáxia espiral localizada a cerca de sessenta milhões de anos-luz (aproximadamente 18,39 megaparsecs) de distância na direção da constelação de Virgem. Possui aproximadamente cem mil anos-luz de diâmetro, uma magnitude aparente de 9,7, uma magnitude absoluta de -21,2, uma declinação de +04º 28' 24" e uma ascensão reta de 12 horas 21 minutos 54,9 segundos.
A galáxia NGC 4303 foi descoberta em 1779 por Barnabus Oriani e pertence ao aglomerado de Virgem.

## Descoberta e visualização
A galáxia espiral foi descoberta por Barnaba Oriani em 5 de maio de 1771 enquanto seguia o cometa daquele ano, seis dias antes de o astrônomo francês Charles Messier redescobriu independente o objeto enquanto também observava o cometa. Messier visualizou a galáxia no mesmo dia que Oriani, mas confundiu-a com o próprio cometa, cometendo o mesmo erro nos dias seguintes, chegando à conclusão de que o objeto não movia em 11 de maio. Foi catalogado por William Herschel, descobridor de Urano, como o objeto H I.139 embora Herschel não costumasse catalogar objetos já catalogados por Messier.

## Características

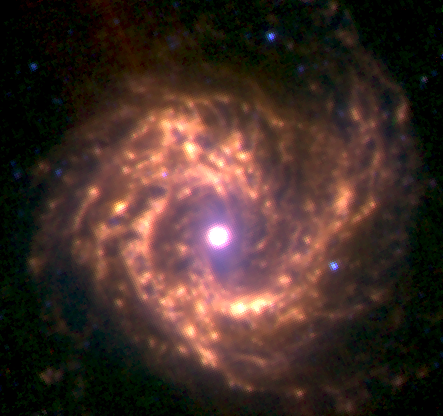
Messier 61, Telescópio Espacial Spitzer

É uma das maiores galáxias do aglomerado de Virgem; seu diâmetro aparente de 6 minutos de grau corresponde a um diâmetro real de 105 000 anos-luz, considerando sua distância em relação à Terra de 60 milhões de anos-luz. Sua magnitude aparente 10 equivale a uma magnitude absoluta -21,2.
Seis supernovas já foram observadas na galáxia: SN 1926A, descoberta por Karl Wilhelm Reinmuth e Max Wolf, alcançando a magnitude aparente 12,8 e pertencendo ao tipo IIL; SN 1961I, descoberta por Milton L. Humason, alcançando a magnitude 13 e pertencendo ao tipo II; SN 1964F, descoberta por Leonida Rosino, alcançando a magnitude 12 e pertencendo ao tipo I; SN 1999gn, descoberta por Alessandro Dinai, alcançando a magnitude 13,4; SN 2006ov, descoberta por Koichi Itagaki, alcamçando a magnitude 14,8; e SN 2008in, também descoberta por Itagaki, alcançando a magnitude 14,3. As últimas três tipo II.
Com seis supernovas registradas, M61 detém o recorde de maior número de supernovas encontradas em apenas em uma única galáxia dentre os objetos Messier, juntamente com Messier 83. O recorde geral pertence à galáxia NGC 6946, com nove supernovas registradas.

## Galeria

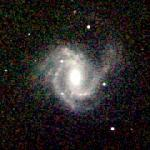
Messier 61, projeto 2MASS
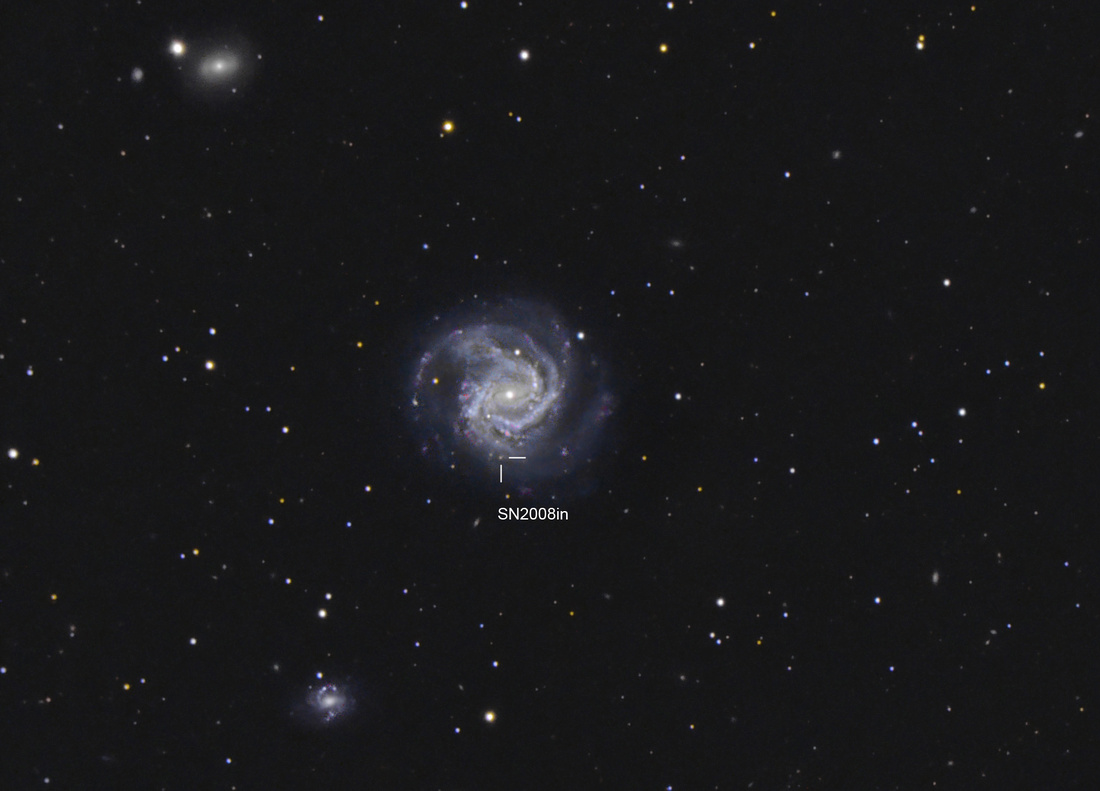
Messier 61 com a supernova SN 2008in, Hunter Wilson